# Teodozjusz (Czaszczin)
Teodozjusz, imię świeckie Siergiej Władysławowicz Czaszczin (ur. 23 kwietnia 1973 w Moskwie) – rosyjski biskup prawosławny.

## Życiorys
Absolwent Instytutu Lotnictwa w Moskwie (1996). W latach 1997–1999 odbywał służbę wojskową w wojskach rakietowych. W 2000 wstąpił jako posłusznik do monasteru św. Michała Archanioła w Kozysze (obwód nowosybirski). 29 grudnia tego samego roku złożył wieczyste śluby mnisze przed przełożonym wspólnoty ihumenem Artemiuszem, przyjmując imię Teodozjusz na cześć św. Teodozjusza Pieczerskiego. 24 maja 2001 arcybiskup nowosybirski i berdski Tichon wyświęcił go na hierodiakona, zaś 17 czerwca tego samego roku – na hieromnicha. Od kwietnia 2002 był proboszczem parafii św. Włodzimierza w Nowosybirsku.
W 2005 ukończył w trybie zaocznym seminarium duchowne w Tomsku, zaś w 2010, w analogiczny sposób, Kijowską Akademią Duchowną. Od 2010 kierował komisją ds. monasterów eparchii nowosybirskiej i zasiadał w radzie eparchialnej. 22 marca 2011 mianowany p.o. namiestnika monasteru w Kozysze. 28 grudnia 2011 Święty Synod Rosyjskiego Kościoła Prawosławnego nominował go na biskupa kaińskiego i barabińskiego, pierwszego ordynariusza nowo powstałej eparchii. W związku z uzyskaną nominacją został w styczniu 2012 podniesiony do godności archimandryty.
Chirotonię biskupią przyjął 17 marca 2012 z rąk patriarchy moskiewskiego i całej Rusi Cyryla, metropolitów sarańskiego i mordowskiego Warsonofiusza, nowosybirskiego i berdskiego Tichona, arcybiskupów istrińskiego Arseniusza, jegorjewskiego Marka, biskupów sołniecznogorskiego Sergiusza, drohobyckiego Filareta, salechardzkiego i nowo-uriengojskiego Mikołaja, woskriesienskiego Sawy, iskitimskiego Łukasza oraz karasuckiego Filipa. W 2021 r. przeniesiony na katedrę niżnotagilską.
W 2025 r. został przeniesiony na katedrę samarską.